# Vytautas Kvietkauskas
Vytautas Kvietkauskas (* 27. Januar 1952 in Kaunas, Litauische SSR) ist ein litauischer Journalist und Politiker.

## Leben
Nach dem Abitur 1969 an der 23. Mittelschule Vilnius absolvierte er das Studium 1974 der Journalistik an der Vilniaus universitetas. Ab 1973 arbeitete er am Lietuvos radijo ir televizijos komitetas (LRT) als Korrespondent, Moderator der Sendungen „Keliai, mašinos, žmonės“, „Labas rytas“, Redakteur von „Sankryža“. 1996 und 1997 war er Direktor von LRT.
Von 1990 bis 1992, von 2000 bis 2004 war er Mitglied des Seimas, von 1995 bis 1997 Mitglied im Stadtrat Vilnius (LDDP). 2004 war er kurzzeitig Mitglied des Europäischen Parlaments.
Von 2008 bis 2009 war er Generaldirektor von UAB „Balto Media“ (Achemos grupė).

## Quelle
1. ↑  Žurnalistikos enciklopedija. – Vilnius: Pradai, 1997. – 255 psl.

| Personendaten    | Personendaten                                |
| ---------------- | -------------------------------------------- |
| NAME             | Kvietkauskas, Vytautas                       |
| KURZBESCHREIBUNG | itauischer Journalist und Politiker (Seimas) |
| GEBURTSDATUM     | 27. Januar 1952                              |
| GEBURTSORT       | Kaunas, Litauische SSR                       |